# Elias van den Broeck
Pour les articles homonymes, voir Vandenbroek.
Elias van den Broeck (vers 1652, probablement Amsterdam – 1708, Amsterdam) est un peintre de natures mortes néerlandais. Il est connu pour ses peintures de natures mortes, notamment de fleurs, fruits, sols forestiers, champignons et des tables dressées pour des repas.

## Biographie
Il est probablement né en 1652 à Amsterdam, fils de Jan van den Broeck Paludanus (1618 - 1678) et de Susanna van Diependaal (1634 - 1655) qui s'étaient mariés l'année précédente. À la mort de sa mère, alors qu'il n'a que 7 ans, son père le confie à un orphelinat l'apportant un soutien financier substantiel. Il est d'abord apprenti chez un orfèvre.
Il étudie la peinture à Amsterdam auprès de Cornelis Kick en 1665 et auprès de Jan Davidsz. de Heem en 1669 à Utrecht. Il accompagne Jan Davidsz. de Heem à Anvers en 1673 et devient membre de la guilde de Saint-Luc de la ville flamande. Le 10 octobre 1674, il signe un acte par lequel il s'engage à travailler pendant un an pour le marchand d'art Bartholomeus Floquet. Il épouse Marie Leenaerts à Anvers le 5 octobre 1677. Le couple a trois enfants : Jan (baptisé le 13 août 1678), Francisca Maria (baptisée le 22 décembre 1679 et Elias (baptisé le 5 juillet 1685).
Il déménage et s'installe à Amsterdam en 1685, où il demeure jusqu'à sa mort. Il enseigne la peinture des fleurs à son élève Philip van Kouwenbergh.
Il meurt en 1708 à Amsterdam et y est enterré le 6 février 1708.

## Œuvre
Van den Broeck est surtout connu pour ses tableaux de fleurs. Il a également peint des fruits, des sols forestiers, des champignons et des tables dressées pour des repas. Ses premières œuvres montrent l'influence de son premier maître Cornelis Kick. Ses natures mortes de repas sont influencées par son second maître Jan Davidsz. de Heem. Comme ce dernier, il accentue la netteté des fleurs en ajoutant un contour très fin en blanc ou en gris. L'influence de Willem van Aelst est évidente dans la composition en diagonale de ses pièces florales. Malgré ces diverses influences, van den Broeck a créé un style personnel distinctif. Cette touche personnelle est visible dans ses pièces florales, dans lesquelles il évoque une atmosphère de soirée avec de forts effets de lumière.

## Œuvres

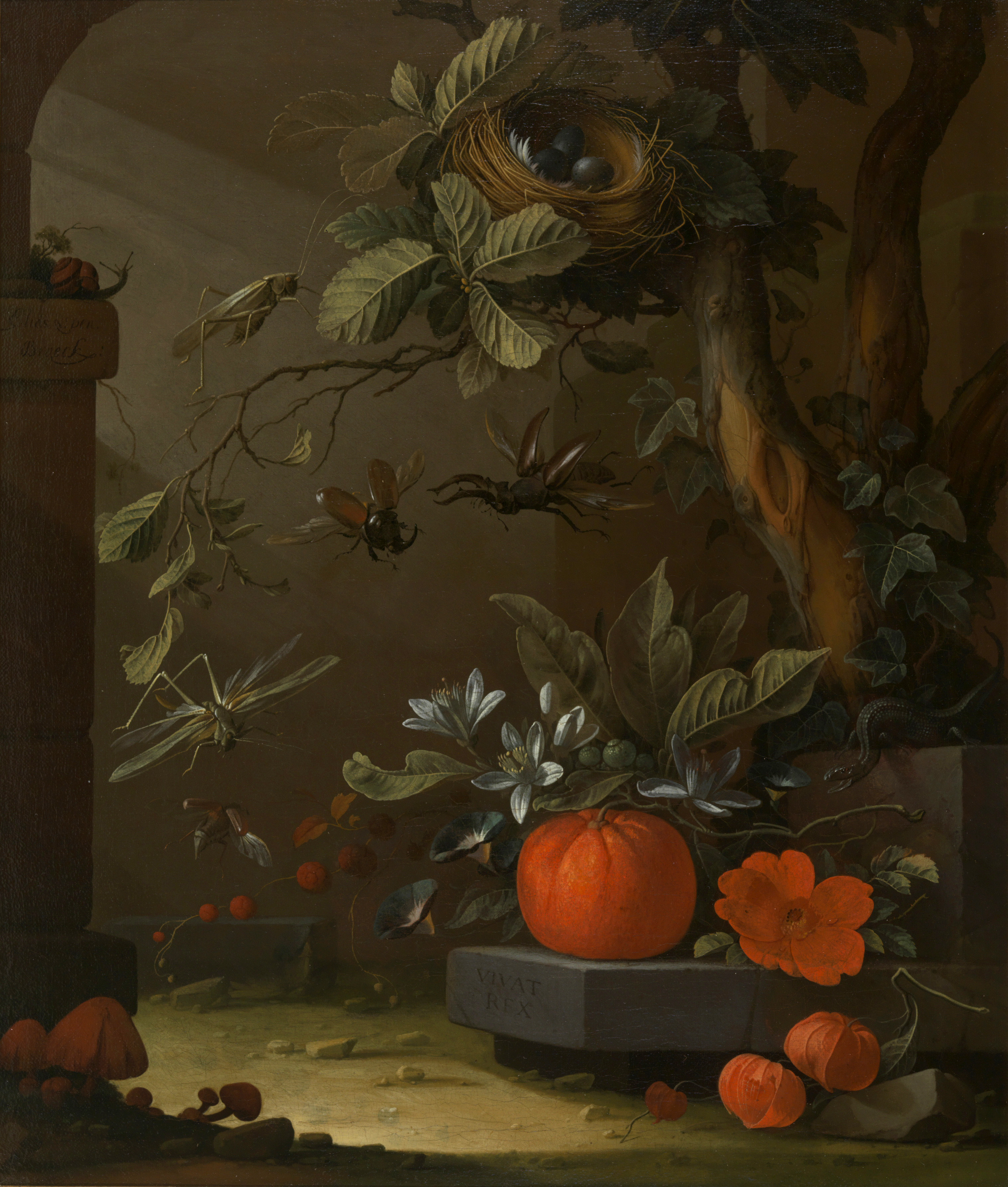
Vivat Rex

- Nature morte aux fleurs de la passion[3], Rijksmuseum, Amsterdam
- Nature morte aux roses[4], Rijksmuseum, Amsterdam
- Rosiers, fleurs, insectes et serpent[5], musée d'Art et d'Histoire de Narbonne
- Fleurs dans un vase, Ashmolean Museum, Oxford